# Liga Campionilor 2017-2018
Sezonul 2017-2018 al Ligii Campionilor UEFA a fost cea de-a 63-a ediție a celei mai importante competiții de fotbal intercluburi din Europa, și al 26-lea sezon de la redenumirea competiției din Cupa Campionilor Europeni în Liga Campionilor UEFA.
Finala s-a jucat pe Stadionul Olimpic din Kiev, Ucraina, între Real Madrid și Liverpool. Real Madrid a învins-o pe Liverpool cu 3-1 și a cucerit al 13-lea său trofeu, al treilea consecutiv și al patrulea în cinci sezoane. 
În calitate de câștigătoare, Real Madrid s-a calificat ca reprezentantă UEFA în Campionatul Mondial al Cluburilor FIFA 2018 din Emiratele Arabe Unite și, de asemenea, a câștigat dreptul de a juca împotriva câștigătoarei UEFA Europa League 2017-2018, Atlético Madrid, în Supercupa Europei 2018. 
Această ediție a Ligii Campionilor a fost influențată în special de deciziile controversate ale arbitrilor, cum ar fi două penalty-uri clare neacordate echipei AS Roma în semifinale. Aceste controverse au fost printre motivele care au împins UEFA să introducă VAR în competiție începând cu ediția din 2018-19.

## Locurile alocate pentru fiecare asociație
Un total de 79 de echipe din 54 din cele 55 de asociații membre UEFA (fără Liechtenstein,[Notă LIE] care nu organizează o ligă internă) au participat în Liga Campionilor 2017–2018. Clasamentul asociațiilor bazat pe Coeficienții țării UEFA a fost utilizat pentru a determina numărul de echipe participante pentru fiecare asociație:
- Asociațiile 1-3 au avut câte patru echipe calificate.
- Asociațiile 4-6 au avut câte trei echipe calificate.
- Asociațiile 7-15 au avut câte două echipe calificate.
- Asociațiile 16–55 (cu excepția Liechtenstein)[Notă LIE] au avut câte o echipă calificată.
- Câștigătoarele Ligii Campionilor 2016-2017 și UEFA Europa League 2016-2017 au primit fiecare un loc automat în faza grupelor în cazul în care nu se calificau prin intermediul ligii interne.
  - Câștigătoarea Ligii Campionilor 2016-2017, Real Madrid, s-a calificat prin intermediul campionatului ei intern, ceea ce înseamnă că nu a fost necesar locul suplimentar destinat deținătoarei titlului Ligii Campionilor.
  - Câștigătoarea UEFA Europa League 2016-2017, Manchester United, nu s-a calificat prin intermediul campionatului ei intern, ceea ce înseamnă că a fost necesar locul suplimentar destinat deținătoarei titlului Europa League.

Kosovo, care a devenit membru UEFA pe 3 mai 2016, și-a făcut debutul în Liga Campionilor UEFA.

### Clasamentul asociațiilor
Pentru ediția 2017-2018 a Ligii Campionilor UEFA, asociațiilor li s-au alocat locurile potrivit coeficienților UEFA ai fiecărei țări din 2016, care se bazează pe performanțele lor în competițiile europene între sezoanele 2011-12 și 2015-16.
În afară de alocarea pe baza coeficienților de țară, asociațiile pot avea echipe suplimentare care participă în Liga Campionilor, după cum se menționează mai jos:
- (EL) – Loc suplimentar pentru deținătoarea titlului UEFA Europa League

| Poziție | Asociație  | Coef.   | Echipe | Note   |
| ------- | ---------- | ------- | ------ | ------ |
| 1       | Spania     | 105,713 | 4      |        |
| 2       | Germania   | 80,177  | 4      |        |
| 3       | Anglia     | 76,284  | 4      | +1(EL) |
| 4       | Italia     | 70,439  | 3      |        |
| 5       | Portugalia | 53,082  | 3      |        |
| 6       | Franța     | 52,749  | 3      |        |
| 7       | Rusia      | 51,082  | 2      |        |
| 8       | Ucraina    | 44,883  | 2      |        |
| 9       | Belgia     | 40,000  | 2      |        |
| 10      | Olanda     | 35,563  | 2      |        |
| 11      | Turcia     | 34,600  | 2      |        |
| 12      | Elveția    | 33,775  | 2      |        |
| 13      | Cehia      | 32,925  | 2      |        |
| 14      | Grecia     | 29,700  | 2      |        |
| 15      | România    | 25,383  | 2      |        |
| 16      | Austria    | 25,100  | 1      |        |
| 17      | Croația    | 23,875  | 1      |        |
| 18      | Polonia    | 22,500  | 1      |        |
| 19      | Cipru      | 22,175  | 1      |        |

| Poziție | Asociație     | Coef.  | Echipe | Note |
| ------- | ------------- | ------ | ------ | ---- |
| 20      | Belarus       | 20,000 | 1      |      |
| 21      | Suedia        | 19,875 | 1      |      |
| 22      | Norvegia      | 19,250 | 1      |      |
| 23      | Israel        | 18,625 | 1      |      |
| 24      | Danemarca     | 18,600 | 1      |      |
| 25      | Scoția        | 17,300 | 1      |      |
| 26      | Azerbaijan    | 14,875 | 1      |      |
| 27      | Serbia        | 14,625 | 1      |      |
| 28      | Kazakhstan    | 14,125 | 1      |      |
| 29      | Bulgaria      | 13,125 | 1      |      |
| 30      | Slovenia      | 13,125 | 1      |      |
| 31      | Slovacia      | 12,000 | 1      |      |
| 32      | Liechtenstein | 10,500 | 0      |      |
| 33      | Ungaria       | 9,875  | 1      |      |
| 34      | Moldova       | 9,125  | 1      |      |
| 35      | Islanda       | 8,750  | 1      |      |
| 36      | Georgia       | 8,125  | 1      |      |
| 37      | Finlanda      | 7,400  | 1      |      |

| Poziție | Asociație             | Coef. | Echipe | Note |
| ------- | --------------------- | ----- | ------ | ---- |
| 38      | Bosnia și Herțegovina | 7,125 | 1      |      |
| 39      | Albania               | 6,625 | 1      |      |
| 40      | Macedonia             | 6,000 | 1      |      |
| 41      | Irlanda               | 5,450 | 1      |      |
| 42      | Letonia               | 5,375 | 1      |      |
| 43      | Luxemburg             | 5,250 | 1      |      |
| 44      | Muntenegru            | 4,875 | 1      |      |
| 45      | Lituania              | 4,625 | 1      |      |
| 46      | Irlanda de Nord       | 4,500 | 1      |      |
| 47      | Estonia               | 4,250 | 1      |      |
| 48      | Armenia               | 4,125 | 1      |      |
| 49      | Insulele Feroe        | 3,625 | 1      |      |
| 50      | Malta                 | 3,583 | 1      |      |
| 51      | Țara Galilor          | 3,500 | 1      |      |
| 52      | Gibraltar             | 1,000 | 1      |      |
| 53      | Andorra               | 0,999 | 1      |      |
| 54      | San Marino            | 0,333 | 1      |      |
| 55      | Kosovo                | 0,000 | 1      |      |

Note
1. ^ Liechtenstein (LIE): Cele șapte echipe afiliate la Asociația de Fotbal a Liechtensteinului (LFV) joacă toate în sistemul elvețian de fotbal. Singura competiție organizată de LFV este Cupa Liechtensteinului, câștigătorii cărora se califică în UEFA Europa League.

### Distribuție
|                                            |                                            | Echipe care intră în această rundă | Echipele care avansează din runda precedentă                                                                        |
| ------------------------------------------ | ------------------------------------------ | --- | --- |
| Primul tur de calificare (10 echipe)       | Primul tur de calificare (10 echipe)       | - 10 campioane de la asociațiile de pe locurile 46-55 | |
| Al doilea tur de calificare (34 de echipe) | Al doilea tur de calificare (34 de echipe) | - 29 campioane de la asociațiile de pe locurile 16-45 (cu excepția Liechtenșteinului) | - 5 câștigătoare din prima rundă de calificare                                                                      |
| Al treilea tur de calificare               | Campioane (20 de echipe)                   | - 3 campioane de la asociațiile de pe locurile 13-15 | - 17 câștigătoare de la cea de-a doua runda de calificare                                                           |
| Al treilea tur de calificare               | Non-campioane (10 echipe)                  | - 9 vicecampioane de la asociațiile 7-15 - 1 loc trei de la asociația de pe locul 6 | |
| Runda play-off                             | Campioane (10 echipe)                      | - 10 câștigătoare la cea de-a treia runda de calificare (Ruta Campioanelor) | |
| Runda play-off                             | Non-campioane (10 echipe)                  | - 2 echipe de pe locul al 3-lea din asociațiile 4-5 - 3 echipe de pe locul al 4-lea din asociațiile 1-3                                                                                    | - 5 câștigătoare de la cea de-a treia rundă de calificare (Ruta Non-campioanelor)                                   |
| Faza grupelor (32 echipe)                  | Faza grupelor (32 echipe)                  | - 12 campioane din asociațiile de 1-12 - 6 vice-campioane din asociațiile 1-6 - 3 echipe de pe locul 3 din asociațiile 1-3 - Câștigătoarea Europa League - Câștigătoarea Ligii Campionilor | - 5 câștigătoare din runda play-off (Ruta Campioanelor) - 5 câștigătoare din runda play-off (Ruta Non-campioanelor) |
| Faza eliminatorie (16 echipe)              | Faza eliminatorie (16 echipe)              | | - 8 echipe care s-au clasat pe primul loc în grupe - 8 echipe care s-au clasat pe locul doi în grupe                |

### Echipe
| Runda de intrare             | Runda de intrare | Echipe                  | Echipe                  | Echipe                   | Echipe                    |  |
| ---------------------------- | ---------------- | ----------------------- | ----------------------- | ------------------------ | ------------------------- |  |
| Faza grupelor                | Faza grupelor    | Real Madrid (1)         | Chelsea (1)             | Porto (2)                | Feyenoord (1)             |  |
| Faza grupelor                | Faza grupelor    | Barcelona (2)           | Tottenham Hotspur (2)   | Monaco (1)               | Beșiktaș (1)              |  |
| Faza grupelor                | Faza grupelor    | Atlético Madrid (3)     | Manchester City (3)     | Paris Saint-Germain (2)  | Basel (1)                 |  |
| Faza grupelor                | Faza grupelor    | Bayern München (1)      | Juventus (1)            | Spartak Moscow (1)       | Manchester United (EL)    |  |
| Faza grupelor                | Faza grupelor    | RB Leipzig (2)          | Roma (2)                | Shakhtar Donetsk (1)     |                           |  |
| Faza grupelor                | Faza grupelor    | Borussia Dortmund (3)   | Benfica (1)             | Anderlecht (1)           |                           |  |
|                              |                  |                         |                         |                          |                           |  |
| Runda play-off               | NC               | Sevilla (4)             | Liverpool (4)           | Sporting CP (3)          | 1899 Hoffenheim (4)       |  |
| Runda play-off               | NC               | Napoli (3)              |                         |                          |                           |  |
|                              |                  |                         |                         |                          |                           |  |
| AL treilea tur de calificare | CA               | Slavia Praga (1)        | Olympiacos (1)          | Viitorul Constanța (1)   |                           |  |
| AL treilea tur de calificare | NC               | Nice (3)                | Ajax (2)                | AEK Atena (2)            | ȚSKA Moscova (2)          |  |
| AL treilea tur de calificare | NC               | İstanbul Bașakșehir (2) | FCSB (2)                | Dinamo Kiev (2)          | Young Boys (2)            |  |
| AL treilea tur de calificare | NC               | Club Brugge (2)         | Viktoria Plzeň (2)      |                          |                           |  |
| AL treilea tur de calificare |                  |                         |                         |                          |                           |  |
| Al doilea tur de calificare  | CA               | Red Bull Salzburg (1)   | Copenhaga (1st)         | Honvéd (1st)             | Dundalk (1st)             |  |
| Al doilea tur de calificare  | CA               | Rijeka (1st)            | Celtic (1st)            | Sheriff Tiraspol (1st)   | Spartaks Jūrmala (1st)    |  |
| Al doilea tur de calificare  | CA               | Legia Varșovia (1st)    | Qarabağ (1st)           | FH (1st)                 | F91 Dudelange (1st)       |  |
| Al doilea tur de calificare  | CA               | APOEL (1st)             | Partizan (1st)          | Samtredia (1st)          | Budućnost Podgorița (1st) |  |
| Al doilea tur de calificare  | CA               | BATE Borisov (1st)      | Astana (1st)            | IFK Mariehamn (1st)      | Žalgiris Vilnius (1st)    |  |
| Al doilea tur de calificare  | CA               | Malmö FF (1st)          | Ludogoreț Razgrad (1st) | Zrinjski Mostar (1st)    | Rosenborg (1st)           |  |
| Al doilea tur de calificare  | CA               | Maribor (1st)           | Kukësi (1st)            | Hapoel Be'er Sheva (1st) | Žilina (1st)              |  |
| Al doilea tur de calificare  | CA               | Vardar (1st)            |                         |                          |                           |  |
|                              |                  |                         |                         |                          |                           |  |
| Primul tur de calificare     | CA               | Linfield (1)            | Víkingur Gøta (1)       | Europa FC (1)            | Trepça'89 (1)             |  |
| Primul tur de calificare     | CA               | FCI Tallinn (1)         | Hibernians (1)          | FC Santa Coloma (1)      | Alașkert (1)              |  |
| Primul tur de calificare     | CA               | The New Saints (1)      | La Fiorita (1)          |                          |                           |  |

În paranteză sunt trecute pozițiile din sezonul trecut din campionatul intern al echipelor.

## Calendarul meciurilor
Programul competiției a fost următorul (toate extragerile au loc la sediul UEFA din Nyon, Elveția, dacă nu este specificat altfel).
| Faza              | Runda                       | Data tragerii           | Tur                                           | Retur                                         |
| ----------------- | --------------------------- | ----------------------- | --------------------------------------------- | --------------------------------------------- |
| Calificare        | Prima rundă de calificare   | 19 iunie 2017           | 27-28 iunie 2017                              | 4-5 iulie 2017                                |
| Calificare        | A doua runda de calificare  | 19 iunie 2017           | 11-12 iulie 2017                              | 18-19 iulie 2017                              |
| Calificare        | A treia runda de calificare | 14 iulie 2017           | 25-26 iulie 2017                              | 1-2 august 2017                               |
| Play-off          | Runda Play-off              | 4 august 2017           | 15-16 august 2017                             | 22-23 august 2017                             |
| Faza grupelor     | Etapa 1                     | 24 august 2017 (Monaco) | 12-13 septembrie 2017                         | 12-13 septembrie 2017                         |
| Faza grupelor     | Etapa 2                     | 24 august 2017 (Monaco) | 26-27 septembrie 2017                         | 26-27 septembrie 2017                         |
| Faza grupelor     | Etapa 3                     | 24 august 2017 (Monaco) | 17-18 octombrie 2017                          | 17-18 octombrie 2017                          |
| Faza grupelor     | Etapa 4                     | 24 august 2017 (Monaco) | 31 octombrie – 1 noiembrie 2017               | 31 octombrie – 1 noiembrie 2017               |
| Faza grupelor     | Etapa 5                     | 24 august 2017 (Monaco) | 21-22 noiembrie 2017                          | 21-22 noiembrie 2017                          |
| Faza grupelor     | Etapa 6                     | 24 august 2017 (Monaco) | 5-6 decembrie 2017                            | 5-6 decembrie 2017                            |
| Faza eliminatorie | Runda a 16                  | 11 decembrie 2017       | 13-14 si 20-21 februarie 2018                 | 6-7 și 13-14 martie 2018                      |
| Faza eliminatorie | Sferturile de finală        | 16 martie 2018          | 3-4 aprilie 2018                              | 10-11 aprilie 2018                            |
| Faza eliminatorie | Semi-finala                 | 13 aprilie 2018         | 24-25 aprilie 2018                            | 1-2 mai 2018                                  |
| Faza eliminatorie | Finala                      | 13 aprilie 2018         | 26 mai 2018 la CNVM Olimpiyskiy Stadion, Kiev | 26 mai 2018 la CNVM Olimpiyskiy Stadion, Kiev |

## Calificări
În preliminarii și play-off, echipele au fost împărțite în capi de serie și non-capi de serie pe baza coeficienților UEFA de club,, iar după tragerea la sorți echipele s-au întâlnit în meciuri tur-retur. Echipele din aceeași țară nu au putut fi extrase una împotriva celeilalte.

### Primul tur de calificare
Tragerea la sorți pentru primul tur de calificare a avut loc pe 19 iunie 2017. Un total de 10 echipe au jucat în primul tur de calificare. Manșele tur s-au disputat pe 27 și 28 iunie, iar cele retur pe 4 iulie 2017. Câștigătoarele au trecut în cel de-al doilea tur de calificare. Pierzătoarele au fost eliminate din competițiile europene pentru acest sezon.
| Echipa 1       | Scor gen. | Echipa 2        | Tur | Retur |
| -------------- | --------- | --------------- | --- | ----- |
| Víkingur Gøta  | 6–2       | Trepça'89       | 2-1 | 4-1   |
| Hibernians     | 3–0       | FCI Tallinn     | 2-0 | 1-0   |
| Alașkert       | 2–1       | FC Santa Coloma | 1-0 | 1-1   |
| The New Saints | 4–3       | Europa FC       | 1-2 | 3-1   |
| Linfield       | 1–0       | La Fiorita      | 1-0 | 0-0   |

### Al doilea tur de calificare
Tragerea la sorți pentru cel de-al doilea tur de calificare a avut loc pe 19 iunie 2017. Un total de 34 de echipe au jucat în această fază. Manșele tur s-au disputat pe 11, 12 și 14 iulie, iar cele retur pe 18 și 19 iulie 2017. Câștigătoarele campioane au trecut în cel de-al treilea tur de calificare, pe ruta campioanelor, iar câștigătoarele non-campioane pe ruta non-campioanelor.  Pierzătoarele au fost eliminate din competițiile europene pentru acest sezon.
| Echipa 1           | Scor gen. | Echipa 2            | Tur | Retur      |
| ------------------ | --------- | ------------------- | --- | ---------- |
| APOEL              | 2–0       | F91 Dudelange       | 1-0 | 1-0        |
| Žalgiris Vilnius   | 3–5       | Ludogoreț Razgrad   | 2-1 | 1-4        |
| Qarabağ            | 6–0       | Samtredia           | 5-0 | 1-0        |
| Partizan           | 2–0       | Budućnost Podgorica | 2-0 | 0-0        |
| Hibernians         | 0–6       | Red Bull Salzburg   | 0-3 | 0-3        |
| Sheriff Tiraspol   | 2–2 (a)   | Kukësi              | 1-0 | 1-2        |
| Spartaks Jūrmala   | 1–2       | Astana              | 0-1 | 1-1        |
| BATE Borisov       | 4–2       | Alașkert            | 1-1 | 3-1        |
| Žilina             | 3–4       | Copenhaga           | 1-3 | 2-1        |
| Hapoel Be'er Sheva | 5–3       | Honvéd              | 2-1 | 3-2        |
| Rijeka             | 7–1       | TNS                 | 2-0 | 5-1        |
| Malmö FF           | 2–4       | Vardar              | 1-1 | 1-3        |
| Zrinjski Mostar    | 2–3       | Maribor             | 1-2 | 1-1        |
| Dundalk            | 2–3       | Rosenborg           | 1-1 | 1-2 (d.p.) |
| FH                 | 3–1       | Víkingur Gøta       | 1-1 | 2-0        |
| Linfield           | 0–6       | Celtic              | 0-2 | 0-4        |
| IFK Mariehamn      | 0–9       | Legia Varșovia      | 0-3 | 0-6        |

1. ↑  Ordinea manșelor a fost inversată după tragerea la sorți inițială.

### Al treilea tur de calificare
Tragerea la sorți pentru cel de-al treilea tur de calificare a avut loc pe 14 iulie 2017. Un total de 30 de echipe au jucat în această fază. Aceasta a fost împărțită în două rute:
- Ruta Campioanelor (20 de echipe): trei echipe care au intrat în acest tur și 17 câștigătoare ai celui de-al doilea tur de calificare.
- Ruta Non-campioanelor (10 echipe): zece echipe care au intrat în acest tur.

Manșele tur s-au disputat pe 25 și 26 iulie 2017, iar cele retur pe 1 și 2 august 2017. Câștigătoarele au trecut în runda play-off, pe rutele lor respective. Pierzătoarele au fost transferate în runda play-off a Europa League.
| Echipa 1              | Scor gen.         | Echipa 2            | Tur               | Retur             |                   |
| Ruta Campioanelor     | Ruta Campioanelor | Ruta Campioanelor   | Ruta Campioanelor | Ruta Campioanelor | Ruta Campioanelor |
| --------------------- | ----------------- | ------------------- | ----------------- | ----------------- | ----------------- |
| Slavia Praga          | 2-2 (a)           | BATE Borisov        | 1-0               | 1-2               |                   |
| Astana                | 3-2               | Legia Varșovia      | 3-1               | 0-1               |                   |
| Maribor               | 2-0               | FH                  | 1-0               | 1-0               |                   |
| Vardar                | 2-4               | Copenhaga           | 1-0               | 1-4               |                   |
| Celtic                | 1-0               | Rosenborg           | 0-0               | 1-0               |                   |
| Hapoel Be'er Sheva    | 3-3 (a)           | Ludogoreț Razgrad   | 2-0               | 1-3               |                   |
| Viitorul Constanța    | 1-4               | APOEL               | 1-0               | 0-4               |                   |
| Red Bull Salzburg     | 1-1               | Rijeka              | 1-1               | 0-0               |                   |
| Qarabağ               | 2-1               | Sheriff Tiraspol    | 0-0               | 2-1               |                   |
| Partizan              | 3-5               | Olympiacos          | 1-3               | 2-2               |                   |
| Ruta Non-Campioanelor |                   |                     |                   |                   |                   |
| FCSB                  | 6-3               | Viktoria Plzeň      | 2-2               | 4-1               |                   |
| Nice                  | 3-3 (a)           | Ajax                | 1-1               | 2-2               |                   |
| Dinamo Kiev           | 3-3               | Young Boys          | 3-1               | 0-2               |                   |
| AEK Atena             | 0-3               | ȚSKA Moscova        | 0-2               | 0-1               |                   |
| Club Brugge           | 3-5               | İstanbul Bașakșehir | 3-3               | 0-2               |                   |

### Runda play-off
Tragerea la sorți pentru runda play-off a avut loc pe 4 august 2017. Un total de 20 de echipe au jucat în această fază. Aceasta a fost împărțită în două rute:
- Ruta Campioanelor (10 echipe): Zece câștigătoare ai celui de-al treilea tur de calificare (Ruta Campioanelor).
- Ruta Non-campioanelor (10 echipe): Cinci echipe care au intrat în acest tur și cinci câștigătoare ai celui de-al treilea tur de calificare (Ruta Non-campioanelor).

Manșele tur s-au disputat pe 15 și 16 august, iar cele retur pe 22 și 23 august 2017. Câștigătoarele meciurilor au avansat în faza grupelor. Pierzătoarele au fost transferate în faza grupelor a Europa League.
| Echipa 1              | Scor gen.         | Echipa 2          | Tur               | Retur             |                   |
| Ruta Campioanelor     | Ruta Campioanelor | Ruta Campioanelor | Ruta Campioanelor | Ruta Campioanelor | Ruta Campioanelor |
| --------------------- | ----------------- | ----------------- | ----------------- | ----------------- | ----------------- |
| Qarabağ               | 2-2 (a)           | Copenhaga         | 1-0               | 1-2               |                   |
| APOEL                 | 2-0               | Slavia Praga      | 2-0               | 0-0               |                   |
| Olympiacos            | 3-1               | Rijeka            | 2-1               | 1-0               |                   |
| Celtic                | 8-4               | Astana            | 5-0               | 3-4               |                   |
| Hapoel Be'er Sheva    | 2-2 (a)           | Maribor           | 2-1               | 0-1               |                   |
| Ruta Non-campioanelor |                   |                   |                   |                   |                   |
| İstanbul Bașakșehir   | 3-4               | Sevilla           | 1-2               | 2-2               |                   |
| Young Boys            | 0-3               | ȚSKA Moscova      | 0-1               | 0-2               |                   |
| Napoli                | 4-0               | Nice              | 2-0               | 2-0               |                   |
| 1899 Hoffenheim       | 3-6               | Liverpool         | 1-2               | 2-4               |                   |
| Sporting CP           | 5-1               | FCSB              | 0-0               | 5-1               |                   |

## Faza grupelor
Tragerea la sorți pentru faza grupelor a avut loc pe 24 august 2017, la Grimaldi Forum din Monaco. Cele 32 de echipe au fost repartizate în opt grupe de câte patru echipe, cu restricția că echipele din aceeași țară nu au putut fi în aceeași grupă. Pentru tragerea la sorți, echipele au fost împărțite în patru urne.
În fiecare grupă, echipele au jucat una împotriva celeilalte acasă și în deplasare într-un format tur-retur. Câștigătoarele și echipele de pe locurile 2 din grupe au avansat în optimile de finală, în timp ce echipele clasate pe locul al treilea au intrat în șaisprezecimile de finală ale UEFA Europa League 2017-2018. Zilele de meci au fost 12-13 septembrie, 2-3 octombrie, 26-27 septembrie, 17-18 octombrie, 31 octombrie-1 noiembrie, 21-22 noiembrie și 5-6 decembrie 2017.
Echipele de tineret ale cluburilor care s-au calificat în faza grupelor au participat, de asemenea, în Liga de Tineret UEFA 2017-2018 în aceleași zile de meci, unde au concurat pe ruta Ligii Campionilor UEFA (campioanele naționale de tineret ai primelor 32 de asociații au concurat pe o rută separată, Ruta campionilor naționali, până în play-off).
17 asociații naționale au fost reprezentate în faza grupelor. Qarabağ și RB Leipzig și-au făcut debutul în faza grupelor. Qarabağ a fost prima echipă din Azerbaidjan care a jucat în faza grupelor Ligii Campionilor. Pentru prima dată de la ediția 1997-98, echipa engleză Arsenal nu s-a calificat în faza grupelor.
| Reguli de clasare |
| --- |
| Echipele au fost clasate în funcție de punctele obținute (3 puncte pentru o victorie, 1 punct pentru o remiză, 0 puncte pentru o înfrângere), iar în caz de egalitate de puncte, s-au aplicat următoarele criterii de departajare, în ordinea dată, pentru a determina clasamentul (articolele 17.01 din regulament): 1. Puncte în meciuri directe între echipe aflate la egalitate; 2. Diferența de goluri în meciurile directe dintre echipele aflate la egalitate; 3. Goluri marcate în meciurile directe dintre echipele aflate la egalitate; 4. Golurile marcate în deplasare în meciurile directe dintre echipele aflate la egalitate; 5. În cazul în care mai mult de două echipe sunt la egalitate și, după aplicarea tuturor criteriilor de departajare de mai sus, un subset de echipe este în continuare la egalitate, toate criteriile de departajare de mai sus sunt aplicate din nou exclusiv acestui subset de echipe; 6. Diferența de goluri în toate meciurile din grupă; 7. Goluri marcate în toate meciurile din grupă; 8. Goluri marcate în deplasare în toate meciurile din grupă; 9. Victorii în toate meciurile din grupă; 10. Victorii în deplasare în toate meciurile din grupă; 11. Puncte disciplinare (cartonaș roșu = 3 puncte, cartonaș galben = 1 punct, eliminare pentru două cartonașe galbene într-un meci = 3 puncte); 12. Coeficientul UEFA pentru cluburi. |

### Grupa A
| Loc                                                                                          | Echipă            | Pct. | MJ | V | E | Î | GM | GP | DG  |  | MU  | BSL | ȚSKA | BEN |
| -------------------------------------------------------------------------------------------- | ----------------- | ---- | -- | - | - | - | -- | -- | --- |  | --- | --- | ---- | --- |
| 1.                                                                                           | Manchester United | 15   | 6  | 5 | 0 | 1 | 12 | 3  | +9  |  | —   | 3–0 | 2–1  | 2–0 |
| 2.                                                                                           | Basel             | 12   | 6  | 4 | 0 | 2 | 11 | 5  | +6  |  | 1–0 | —   | 1–2  | 5–0 |
| 3.                                                                                           | CSKA Moscova      | 9    | 6  | 3 | 0 | 3 | 8  | 10 | −2  |  | 1–4 | 0–2 | —    | 2–0 |
| 4.                                                                                           | Benfica           | 0    | 6  | 0 | 0 | 6 | 1  | 14 | −13 |  | 0–1 | 0–2 | 1–2  | —   |
| Legendă: Locurile 1, 2: Avansează în faza eliminatorie Locul 3: Transferată în Europa League |                   |      |    |   |   |   |    |    |     |  |     |     |      |     |

### Grupa B
| Loc                                                                                          | Echipă     | Pct. | MJ | V | E | Î | GM | GP | DG  |  | PAR | BAY | CEL | AND |
| -------------------------------------------------------------------------------------------- | ---------- | ---- | -- | - | - | - | -- | -- | --- |  | --- | --- | --- | --- |
| 1.                                                                                           | PSG        | 15   | 6  | 5 | 0 | 1 | 25 | 4  | +21 |  | —   | 3–0 | 7–1 | 5–0 |
| 2.                                                                                           | Bayern     | 15   | 6  | 5 | 0 | 1 | 13 | 6  | +7  |  | 3–1 | —   | 3–0 | 3–0 |
| 3.                                                                                           | Celtic     | 3    | 6  | 1 | 0 | 5 | 5  | 18 | −13 |  | 0–5 | 1–2 | —   | 0–1 |
| 4.                                                                                           | Anderlecht | 3    | 6  | 1 | 0 | 5 | 2  | 17 | −15 |  | 0–4 | 1–2 | 0–3 | —   |
| Legendă: Locurile 1, 2: Avansează în faza eliminatorie Locul 3: Transferată în Europa League |            |      |    |   |   |   |    |    |     |  |     |     |     |     |

1. 1 2  Rezultate în meciurile directe: Paris Saint-Germain 3-0 Bayern München, Bayern München 3-1 Paris Saint-Germain.
2. 1 2  Rezultate în meciurile directe: Anderlecht 0-3 Celtic, Celtic 0-1 Anderlecht.

### Grupa C
| Loc                                                                                          | Echipă          | Pct. | MJ | V | E | Î | GM | GP | DG  |  | ROM | CHL | ATL | QRB |
| -------------------------------------------------------------------------------------------- | --------------- | ---- | -- | - | - | - | -- | -- | --- |  | --- | --- | --- | --- |
| 1.                                                                                           | Roma            | 11   | 6  | 3 | 2 | 1 | 9  | 6  | +3  |  | —   | 3–0 | 0–0 | 1–0 |
| 2.                                                                                           | Chelsea         | 11   | 6  | 3 | 2 | 1 | 16 | 8  | +8  |  | 3–3 | —   | 1–1 | 6–0 |
| 3.                                                                                           | Atlético Madrid | 7    | 6  | 1 | 4 | 1 | 5  | 4  | +1  |  | 2–0 | 1–2 | —   | 1–1 |
| 4.                                                                                           | Qarabağ         | 2    | 6  | 0 | 2 | 4 | 2  | 14 | −12 |  | 1–2 | 0–4 | 0–0 | —   |
| Legendă: Locurile 1, 2: Avansează în faza eliminatorie Locul 3: Transferată în Europa League |                 |      |    |   |   |   |    |    |     |  |     |     |     |     |

1. 1 2  Rezultate în meciurile directe: Chelsea 3-3 Roma, Roma 3-0 Chelsea.

### Grupa D
| Loc                                                                                          | Echipă     | Pct. | MJ | V | E | Î | GM | GP | DG |  | BAR | JUV | SPO | OLY |
| -------------------------------------------------------------------------------------------- | ---------- | ---- | -- | - | - | - | -- | -- | -- |  | --- | --- | --- | --- |
| 1.                                                                                           | Barcelona  | 14   | 6  | 4 | 2 | 0 | 9  | 1  | +8 |  | —   | 3–0 | 2–0 | 3–1 |
| 2.                                                                                           | Juventus   | 11   | 6  | 3 | 2 | 1 | 7  | 5  | +2 |  | 0–0 | —   | 2–1 | 2–0 |
| 3.                                                                                           | Sporting   | 7    | 6  | 2 | 1 | 3 | 8  | 9  | −1 |  | 0–1 | 1–1 | —   | 3–1 |
| 4.                                                                                           | Olympiacos | 1    | 6  | 0 | 1 | 5 | 4  | 13 | −9 |  | 0–0 | 0–2 | 2–3 | —   |
| Legendă: Locurile 1, 2: Avansează în faza eliminatorie Locul 3: Transferată în Europa League |            |      |    |   |   |   |    |    |    |  |     |     |     |     |

### Grupa E
| Loc                                                                                          | Echipă       | Pct. | MJ | V | E | Î | GM | GP | DG  |  | LIV | SEV | SPM | MRB |
| -------------------------------------------------------------------------------------------- | ------------ | ---- | -- | - | - | - | -- | -- | --- |  | --- | --- | --- | --- |
| 1.                                                                                           | Liverpool    | 12   | 6  | 3 | 3 | 0 | 23 | 6  | +17 |  | —   | 2–2 | 7–0 | 3–0 |
| 2.                                                                                           | Sevilla      | 9    | 6  | 2 | 3 | 1 | 12 | 12 | 0   |  | 3–3 | —   | 2–1 | 3–0 |
| 3.                                                                                           | Spartak Mos. | 6    | 6  | 1 | 3 | 2 | 9  | 13 | −4  |  | 1–1 | 5–1 | —   | 1–1 |
| 4.                                                                                           | Maribor      | 3    | 6  | 0 | 3 | 3 | 3  | 16 | −13 |  | 0–7 | 1–1 | 1–1 | —   |
| Legendă: Locurile 1, 2: Avansează în faza eliminatorie Locul 3: Transferată în Europa League |              |      |    |   |   |   |    |    |     |  |     |     |     |     |

### Grupa F
| Loc                                                                                          | Echipă          | Pct. | MJ | V | E | Î | GM | GP | DG |  | MC  | SHK | NAP | FEY |
| -------------------------------------------------------------------------------------------- | --------------- | ---- | -- | - | - | - | -- | -- | -- |  | --- | --- | --- | --- |
| 1.                                                                                           | Manchester City | 15   | 6  | 5 | 0 | 1 | 14 | 5  | +9 |  | —   | 2–0 | 2–1 | 1–0 |
| 2.                                                                                           | Șahtior Donețsk | 12   | 6  | 4 | 0 | 2 | 9  | 9  | 0  |  | 2–1 | —   | 2–1 | 3–1 |
| 3.                                                                                           | Napoli          | 6    | 6  | 2 | 0 | 4 | 11 | 11 | 0  |  | 2–4 | 3–0 | —   | 3–1 |
| 4.                                                                                           | Feyenoord       | 3    | 6  | 1 | 0 | 5 | 5  | 14 | −9 |  | 0–4 | 1–2 | 2–1 | —   |
| Legendă: Locurile 1, 2: Avansează în faza eliminatorie Locul 3: Transferată în Europa League |                 |      |    |   |   |   |    |    |    |  |     |     |     |     |

### Grupa G
| Loc                                                                                          | Echipă     | Pct. | MJ | V | E | Î | GM | GP | DG  |  | BES | POR | RBL | MON |
| -------------------------------------------------------------------------------------------- | ---------- | ---- | -- | - | - | - | -- | -- | --- |  | --- | --- | --- | --- |
| 1.                                                                                           | Beșiktaș   | 14   | 6  | 4 | 2 | 0 | 11 | 5  | +6  |  | —   | 1–1 | 2–0 | 1–1 |
| 2.                                                                                           | Porto      | 10   | 6  | 3 | 1 | 2 | 15 | 10 | +5  |  | 1–3 | —   | 3–1 | 5–2 |
| 3.                                                                                           | RB Leipzig | 7    | 6  | 2 | 1 | 3 | 10 | 11 | −1  |  | 1–2 | 3–2 | —   | 1–1 |
| 4.                                                                                           | Monaco     | 2    | 6  | 0 | 2 | 4 | 6  | 16 | −10 |  | 1–2 | 0–3 | 1–4 | —   |
| Legendă: Locurile 1, 2: Avansează în faza eliminatorie Locul 3: Transferată în Europa League |            |      |    |   |   |   |    |    |     |  |     |     |     |     |

### Grupa H
| Loc                                                                                          | Echipă      | Pct. | MJ | V | E | Î | GM | GP | DG  |  | TOT | RM  | DOR | APO |
| -------------------------------------------------------------------------------------------- | ----------- | ---- | -- | - | - | - | -- | -- | --- |  | --- | --- | --- | --- |
| 1.                                                                                           | Tottenham   | 16   | 6  | 5 | 1 | 0 | 15 | 4  | +11 |  | —   | 3–1 | 3–1 | 3–0 |
| 2.                                                                                           | Real Madrid | 13   | 6  | 4 | 1 | 1 | 17 | 7  | +10 |  | 1–1 | —   | 3–2 | 3–0 |
| 3.                                                                                           | Dortmund    | 2    | 6  | 0 | 2 | 4 | 7  | 13 | −6  |  | 1–2 | 1–3 | —   | 1–1 |
| 4.                                                                                           | APOEL       | 2    | 6  | 0 | 2 | 4 | 2  | 17 | −15 |  | 0–3 | 0–6 | 1–1 | —   |
| Legendă: Locurile 1, 2: Avansează în faza eliminatorie Locul 3: Transferată în Europa League |             |      |    |   |   |   |    |    |     |  |     |     |     |     |

1. 1 2  Rezultate în meciurile directe: APOEL 1-1 Borussia Dortmund, Borussia Dortmund 1-1 APOEL (egalitate în meciurile directe, departajate în funcție de diferența de goluri totală).

## Faza eliminatorie

### Echipele calificate
| Grupa | Câștigătoarea (capi de serie) | Locul 2 (non-capi de serie) |
| ----- | ----------------------------- | --------------------------- |
| A     | Manchester United             | Basel                       |
| B     | Paris Saint-Germain           | Bayern München              |
| C     | Roma                          | Chelsea                     |
| D     | Barcelona                     | Juventus                    |
| E     | Liverpool                     | Sevilla                     |
| F     | Manchester City               | Șahtar Donețk               |
| G     | Beșiktaș                      | Porto                       |
| H     | Tottenham Hotspur             | Real Madrid                 |

### Rezumat
|  | Optimi de finală    | Optimi de finală | Optimi de finală | Optimi de finală |                |             | Sferturi de finală | Sferturi de finală | Sferturi de finală | Sferturi de finală |  |  | Semifinale | Semifinale | Semifinale | Semifinale |  |  | Finala | Finala | Finala | Finala |
|  |                     |                  |                  |                  |                |             |                    |                    |                    |                    |  |  |            |            |            |            |  |  |        |        |        |        |
|  |                     |                  |                  |                  |                |             |                    |                    |                    |                    |  |  |            |            |            |            |  |  |        |        |        |        |
|  |                     |                  |                  |                  |                |             |                    |                    |                    |                    |  |  |            |            |            |            |  |  |        |        |        |        |
|  | Sevilla             | 0                | 2                | 2                |                |             |                    |                    |                    |                    |  |  |            |            |            |            |  |  |        |        |        |        |
|  | Sevilla             | 0                | 2                | 2                |                |             |                    |                    |                    |                    |  |  |            |            |            |            |  |  |        |        |        |        |
|  | Manchester United   | 0                | 1                | 1                |                |             |                    |                    |                    |                    |  |  |            |            |            |            |  |  |        |        |        |        |
|  | Manchester United   | 0                | 1                | 1                | Sevilla        | 1           | 0                  | 1                  |                    |                    |  |  |            |            |            |            |  |  |        |        |        |        |
|  |                     |                  |                  |                  | Sevilla        | 1           | 0                  | 1                  |                    |                    |  |  |            |            |            |            |  |  |        |        |        |        |
|  |                     | Bayern München   | 2                | 0                | 2              |             |                    |                    |                    |                    |  |  |            |            |            |            |  |  |        |        |        |        |
|  | Bayern München      | Bayern München   | 2                | 0                | 2              | 5           | 3                  | 8                  |                    |                    |  |  |            |            |            |            |  |  |        |        |        |        |
|  | Bayern München      |                  |                  |                  |                | 5           | 3                  | 8                  |                    |                    |  |  |            |            |            |            |  |  |        |        |        |        |
|  | Beșiktaș            | 0                | 1                | 1                |                |             |                    |                    |                    |                    |  |  |            |            |            |            |  |  |        |        |        |        |
|  | Beșiktaș            | 0                | 1                | 1                | Bayern München | 1           | 2                  | 3                  |                    |                    |  |  |            |            |            |            |  |  |        |        |        |        |
|  |                     |                  |                  |                  | Bayern München | 1           | 2                  | 3                  |                    |                    |  |  |            |            |            |            |  |  |        |        |        |        |
|  |                     | Real Madrid      | 2                | 2                | 4              |             |                    |                    |                    |                    |  |  |            |            |            |            |  |  |        |        |        |        |
|  | Juventus            | Real Madrid      | 2                | 2                | 4              | 2           | 2                  | 4                  |                    |                    |  |  |            |            |            |            |  |  |        |        |        |        |
|  | Juventus            |                  |                  |                  |                | 2           | 2                  | 4                  |                    |                    |  |  |            |            |            |            |  |  |        |        |        |        |
|  | Tottenham Hotspur   | 2                | 1                | 3                |                |             |                    |                    |                    |                    |  |  |            |            |            |            |  |  |        |        |        |        |
|  | Tottenham Hotspur   | 2                | 1                | 3                | Juventus       | 0           | 3                  | 3                  |                    |                    |  |  |            |            |            |            |  |  |        |        |        |        |
|  |                     |                  |                  |                  | Juventus       | 0           | 3                  | 3                  |                    |                    |  |  |            |            |            |            |  |  |        |        |        |        |
|  |                     | Real Madrid      | 3                | 1                | 4              |             |                    |                    |                    |                    |  |  |            |            |            |            |  |  |        |        |        |        |
|  | Real Madrid         | Real Madrid      | 3                | 1                | 4              | 3           | 2                  | 5                  |                    |                    |  |  |            |            |            |            |  |  |        |        |        |        |
|  | Real Madrid         |                  |                  |                  |                | 3           | 2                  | 5                  |                    |                    |  |  |            |            |            |            |  |  |        |        |        |        |
|  | Paris Saint-Germain | 1                | 1                | 2                |                |             |                    |                    |                    |                    |  |  |            |            |            |            |  |  |        |        |        |        |
|  | Paris Saint-Germain | 1                | 1                | 2                | Real Madrid    | Real Madrid | Real Madrid        | 3                  |                    |                    |  |  |            |            |            |            |  |  |        |        |        |        |
|  |                     |                  |                  |                  | Real Madrid    | Real Madrid | Real Madrid        | 3                  |                    |                    |  |  |            |            |            |            |  |  |        |        |        |        |
|  |                     | Liverpool        | Liverpool        | Liverpool        | 1              |             |                    |                    |                    |                    |  |  |            |            |            |            |  |  |        |        |        |        |
|  | Porto               | Liverpool        | Liverpool        | Liverpool        | 1              | 0           | 0                  | 0                  |                    |                    |  |  |            |            |            |            |  |  |        |        |        |        |
|  | Porto               |                  |                  |                  |                | 0           | 0                  | 0                  |                    |                    |  |  |            |            |            |            |  |  |        |        |        |        |
|  | Liverpool           | 5                | 0                | 5                |                |             |                    |                    |                    |                    |  |  |            |            |            |            |  |  |        |        |        |        |
|  | Liverpool           | 5                | 0                | 5                | Liverpool      | 3           | 2                  | 5                  |                    |                    |  |  |            |            |            |            |  |  |        |        |        |        |
|  |                     |                  |                  |                  | Liverpool      | 3           | 2                  | 5                  |                    |                    |  |  |            |            |            |            |  |  |        |        |        |        |
|  |                     | Manchester City  | 0                | 1                | 1              |             |                    |                    |                    |                    |  |  |            |            |            |            |  |  |        |        |        |        |
|  | Basel               | Manchester City  | 0                | 1                | 1              | 0           | 2                  | 2                  |                    |                    |  |  |            |            |            |            |  |  |        |        |        |        |
|  | Basel               |                  |                  |                  |                | 0           | 2                  | 2                  |                    |                    |  |  |            |            |            |            |  |  |        |        |        |        |
|  | Manchester City     | 4                | 1                | 5                |                |             |                    |                    |                    |                    |  |  |            |            |            |            |  |  |        |        |        |        |
|  | Manchester City     | 4                | 1                | 5                | Liverpool      | 5           | 2                  | 7                  |                    |                    |  |  |            |            |            |            |  |  |        |        |        |        |
|  |                     |                  |                  |                  | Liverpool      | 5           | 2                  | 7                  |                    |                    |  |  |            |            |            |            |  |  |        |        |        |        |
|  |                     | Roma             | 2                | 4                | 6              |             |                    |                    |                    |                    |  |  |            |            |            |            |  |  |        |        |        |        |
|  | Chelsea             | Roma             | 2                | 4                | 6              | 1           | 0                  | 1                  |                    |                    |  |  |            |            |            |            |  |  |        |        |        |        |
|  | Chelsea             |                  |                  |                  |                | 1           | 0                  | 1                  |                    |                    |  |  |            |            |            |            |  |  |        |        |        |        |
|  | Barcelona           | 1                | 3                | 4                |                |             |                    |                    |                    |                    |  |  |            |            |            |            |  |  |        |        |        |        |
|  | Barcelona           | 1                | 3                | 4                | Barcelona      | 4           | 0                  | 4                  |                    |                    |  |  |            |            |            |            |  |  |        |        |        |        |
|  |                     |                  |                  |                  | Barcelona      | 4           | 0                  | 4                  |                    |                    |  |  |            |            |            |            |  |  |        |        |        |        |
|  |                     | Roma (a)         | 1                | 3                | 4              |             |                    |                    |                    |                    |  |  |            |            |            |            |  |  |        |        |        |        |
|  | Șahtar Donețk       | Roma (a)         | 1                | 3                | 4              | 2           | 0                  | 2                  |                    |                    |  |  |            |            |            |            |  |  |        |        |        |        |
|  | Șahtar Donețk       |                  |                  |                  |                | 2           | 0                  | 2                  |                    |                    |  |  |            |            |            |            |  |  |        |        |        |        |
|  | Roma (a)            | 1                | 1                | 2                |                |             |                    |                    |                    |                    |  |  |            |            |            |            |  |  |        |        |        |        |
|  | Roma (a)            | 1                | 1                | 2                |                |             |                    |                    |                    |                    |  |  |            |            |            |            |  |  |        |        |        |        |

### Optimi de finală
Tragerea la sorți pentru optimile de finală a avut loc pe 11 decembrie 2017, la sediul UEFA din Nyon, Elveția. Manșele tur s-au jucat pe 13, 14, 20 și 21 februarie, iar manșele retur pe 6, 7, 13 și 14 martie 2018.
| Echipa 1       | Scor gen. | Echipa 2            | Tur | Retur |
| -------------- | --------- | ------------------- | --- | ----- |
| Juventus       | 4-3       | Tottenham Hotspur   | 2-2 | 2-1   |
| Basel          | 2-5       | Manchester City     | 0-4 | 2-1   |
| Porto          | 0–5       | Liverpool           | 0-5 | 0-0   |
| Sevilla        | 2-1       | Manchester United   | 0-0 | 2-1   |
| Real Madrid    | 5–2       | Paris Saint-Germain | 3-1 | 2-1   |
| Șahtar Donețk  | 2-2 (a)   | Roma                | 2-1 | 0-1   |
| Chelsea        | 1-4       | Barcelona           | 1-1 | 0-3   |
| Bayern München | 8-1       | Beșiktaș            | 5-0 | 3-1   |

### Sferturi de finală
Tragerea la sorți pentru sferturile de finală a avut loc pe 16 martie 2018, la sediul UEFA din Nyon, Elveția. Manșele tur s-au jucat pe 3 și 4 aprilie, iar manșele retur pe 10 și 11 aprilie 2018.
| Echipa 1  | Scor gen. | Echipa 2        | Tur | Retur |
| --------- | --------- | --------------- | --- | ----- |
| Barcelona | 4–4 (a)   | Roma            | 4–1 | 0–3   |
| Sevilla   | 1–2       | Bayern München  | 1–2 | 0–0   |
| Juventus  | 3–4       | Real Madrid     | 0–3 | 3–1   |
| Liverpool | 5–1       | Manchester City | 3–0 | 2–1   |

### Semifinale
Tragerea la sorți pentru semifinale a avut loc pe 13 aprilie 2018, la sediul UEFA din Nyon, Elveția. Manșele tur s-au jucat pe 24 și 25 aprilie, iar manșele retur pe 1 și 2 mai 2018.
| Echipa 1       | Scor gen. | Echipa 2    | Tur | Retur |
| -------------- | --------- | ----------- | --- | ----- |
| Bayern München | 3–4       | Real Madrid | 1–2 | 2–2   |
| Liverpool      | 7–6       | Roma        | 5–2 | 2–4   |

### Finala
Finala Ligii Campionilor 2017-18 s-a jucat în Kiev, Ucraina pe 26 mai 2018.
| Real Madrid                   | 3–1    | Liverpool  |
| ----------------------------- | ------ | ---------- |
| - Benzema 51' - Bale 64', 83' | Raport | - Mané 55' |

## Statistici

### Golgheteri
| Loc | Jucător           | Echipa              | Goluri | Minute jucate |
| --- | ----------------- | ------------------- | ------ | ------------- |
| 1   | Cristiano Ronaldo | Real Madrid         | 15     | 1170          |
| 2   | Mohamed Salah     | Liverpool           | 10     | 930           |
| 2   | Sadio Mané        | Liverpool           | 10     | 940           |
| 2   | Roberto Firmino   | Liverpool           | 10     | 1056          |
| 5   | Wissam Ben Yedder | Sevilla             | 8      | 651           |
| 5   | Edin Džeko        | Roma                | 8      | 1078          |
| 7   | Harry Kane        | Tottenham Hotspur   | 7      | 597           |
| 7   | Edinson Cavani    | Paris Saint-Germain | 7      | 680           |
| 9   | Neymar            | Paris Saint-Germain | 6      | 630           |
| 9   | Lionel Messi      | Barcelona           | 6      | 783           |